# Campeonato Mundial de Ginástica Artística de 2014 - Solo feminino
A competição de solo feminino do Campeonato Mundial de Ginástica Artística de 2014 teve sua final disputada no dia 12 de outubro. A qualificatória que definiu as ginastas finalistas foi disputada em 3 e 4 de outubro.

## Medalhistas
| Ouro   | USA Simone Biles    |
| Prata  | ROU Larisa Iordache |
| Bronze | RUS Aliya Mustafina |

## Resultados

### Qualificatória
Esses são os resultados da qualificatória.
| Pos. | Ginasta               | Total  | Nota |
| ---- | --------------------- | ------ | ---- |
| 1    | USA Simone Biles      | 15,366 | Q    |
| 2    | ROU Larisa Iordache   | 14,933 | Q    |
| 3    | USA Mykayla Skinner   | 14,700 | Q    |
| 4    | ITA Vanessa Ferrari   | 14,566 | Q    |
| 5    | RUS Aliya Mustafina   | 14,500 | Q    |
| 6    | GBR Claudia Fragapane | 14,400 | Q    |
| 7    | ITA Erika Fasana      | 14,233 | Q    |
| 8    | AUS Larissa Miller    | 14,166 | Q    |
| 9    | ESP Roxana Popa       | 14,166 | R    |
| 10   | USA Alyssa Baumann    | 14,000 |      |
| 11   | CHN Shang Chunsong    | 13,966 | R    |
| 12   | ITA Lara Mori         | 13,900 |      |
| 13   | POL Marta Pihan       | 13,900 | R    |

- Q - qualificada para a final
- R - reserva

### Final
Esses são os resultados da final.
| Pos. | Ginasta               | Nota D | Nota E | Pen. | Total  |
| ---- | --------------------- | ------ | ------ | ---- | ------ |
|      | USA Simone Biles      | 6,400  | 8,933  |      | 15,333 |
|      | ROU Larisa Iordache   | 6,300  | 8,500  |      | 14,800 |
|      | RUS Aliya Mustafina   | 6,200  | 8,533  |      | 14,733 |
| 4    | USA Mykayla Skinner   | 6,500  | 8,200  |      | 14,700 |
| 5    | ITA Vanessa Ferrari   | 6,300  | 8,366  |      | 14,666 |
| 6    | AUS Larissa Miller    | 5,800  | 8,433  |      | 14,233 |
| 7    | ITA Erika Fasana      | 5,700  | 8,200  |      | 13,900 |
| 8    | GBR Claudia Fragapane | 6,000  | 7,400  | 0,3  | 13,100 |